# Valea Viilor
Valea Viilor (en allemand Wurmloch, en hongrois Nagybaromlak) est une commune du județ de Sibiu, en Transylvanie, Roumanie.

## Histoire
Valea Viilor (La Valée des Vignes) est située dans une zone viticole réputée. Le village a été mentionné la première fois en 1263 et depuis 1999 il fait partie du patrimoine UNESCO.

## Église fortifiée
L'actuelle église a été construite sur les vestiges d'une église plus ancienne, de style roman. L'église gothique, dédiée à la Vierge Marie, a été construite au XIVe siècle. Des travaux de fortification menés au XVIe siècle ont donné l'aspect actuel de l'église. L'édifice est défendu par un seul mur d'enceinte construit sur un plan ovale. Le mur, qui atteint une hauteur de 6 à 7 mètres, comporte 3 bastions (par avant il y en avait 4), un chemin de ronde, des meurtrières et une porte d'accès qui peut être clôturée par une herse.

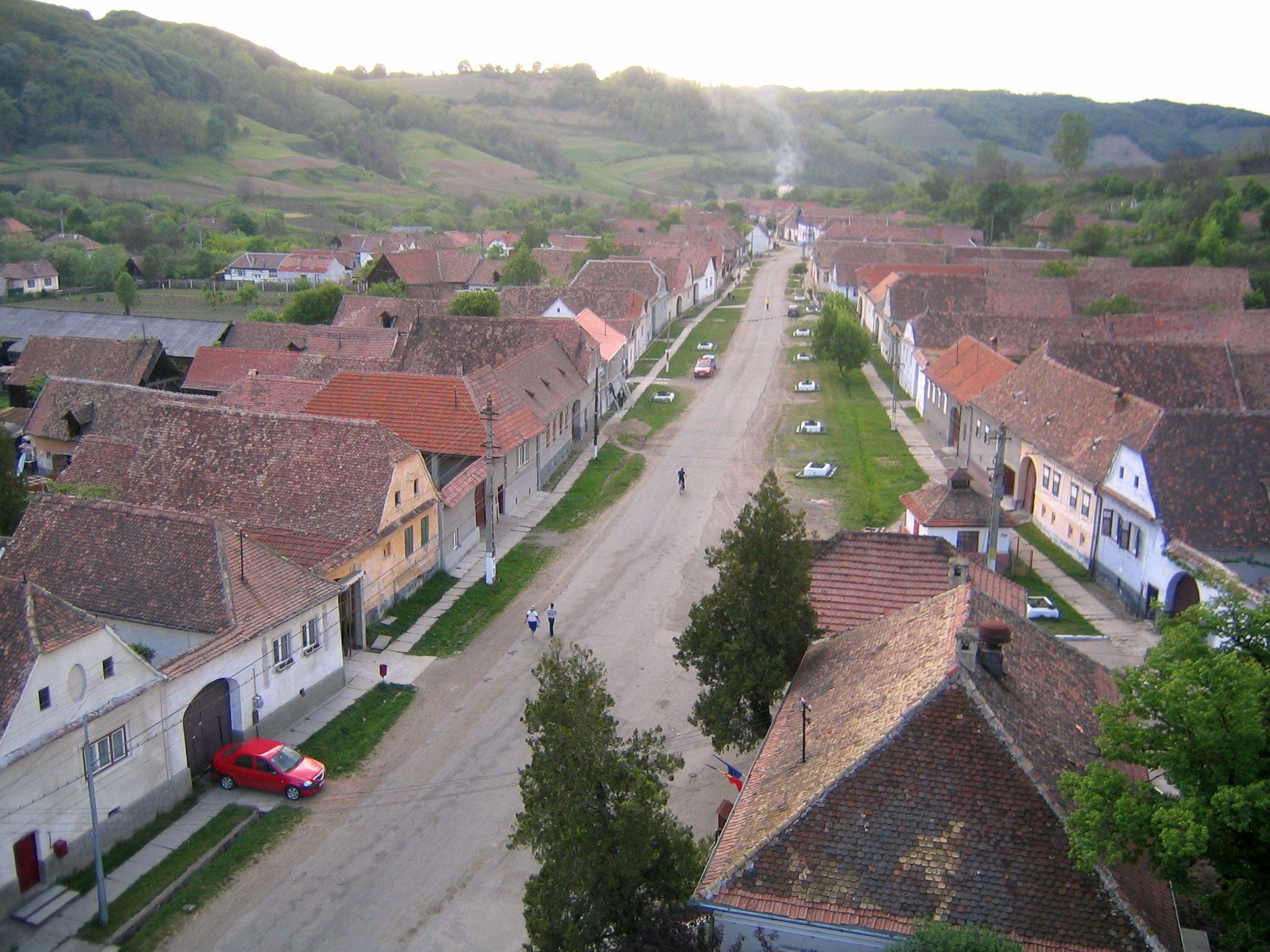
Vue sur le village depuis la tour
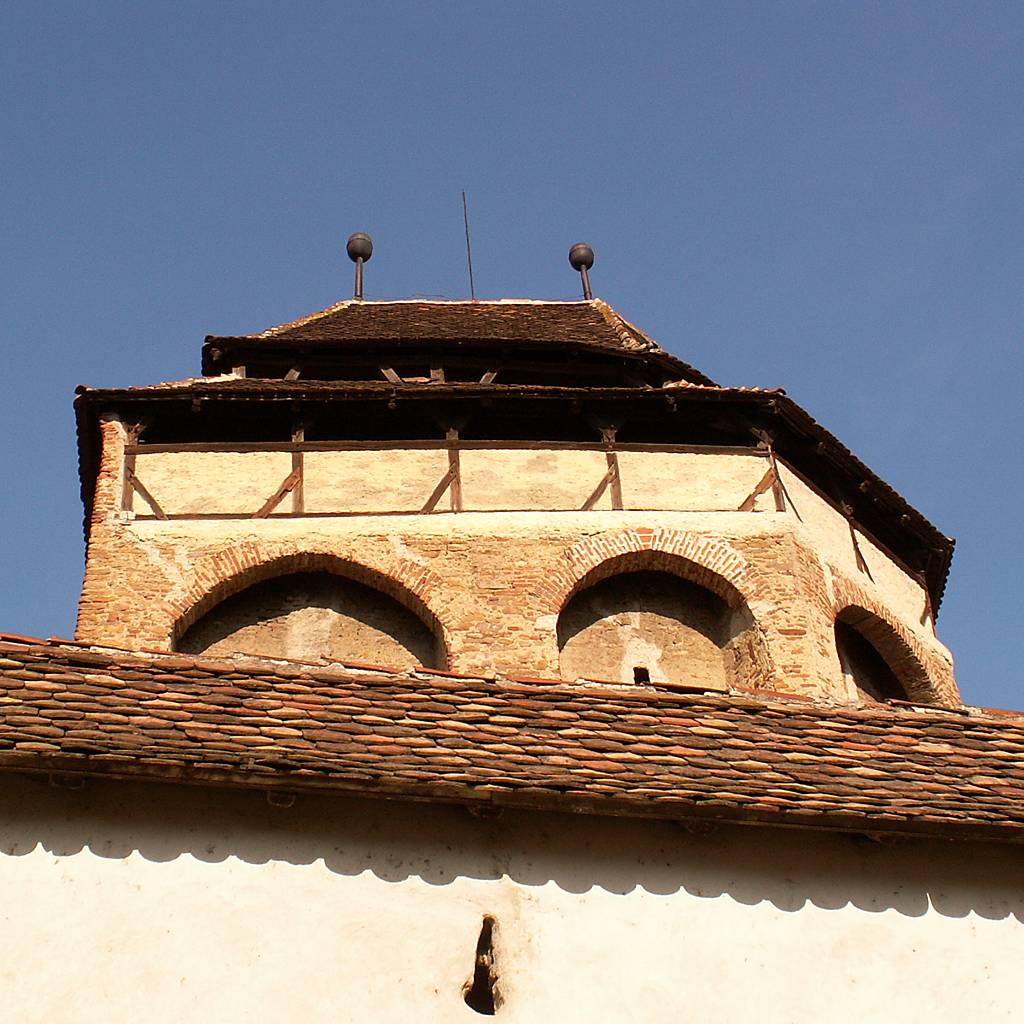
L'Église fortifiée de Valea Viilor
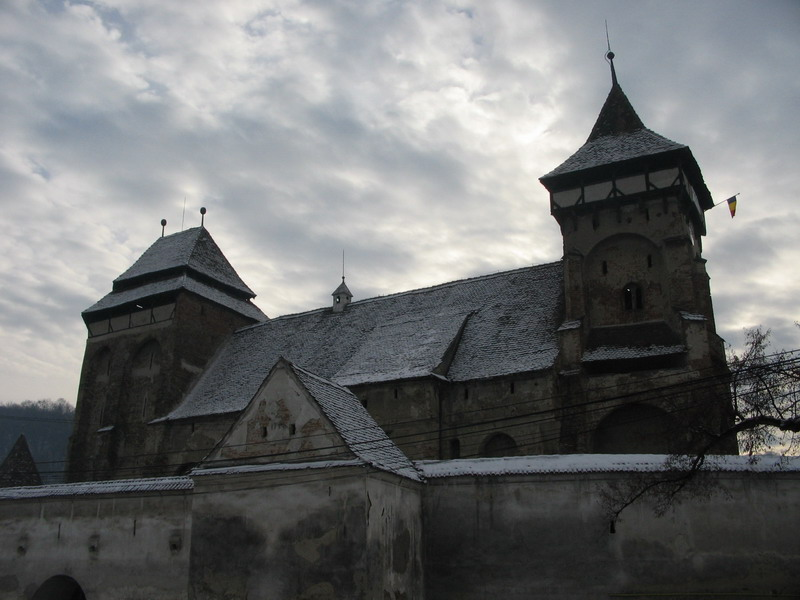
L'Église fortifiée de Valea Viilor
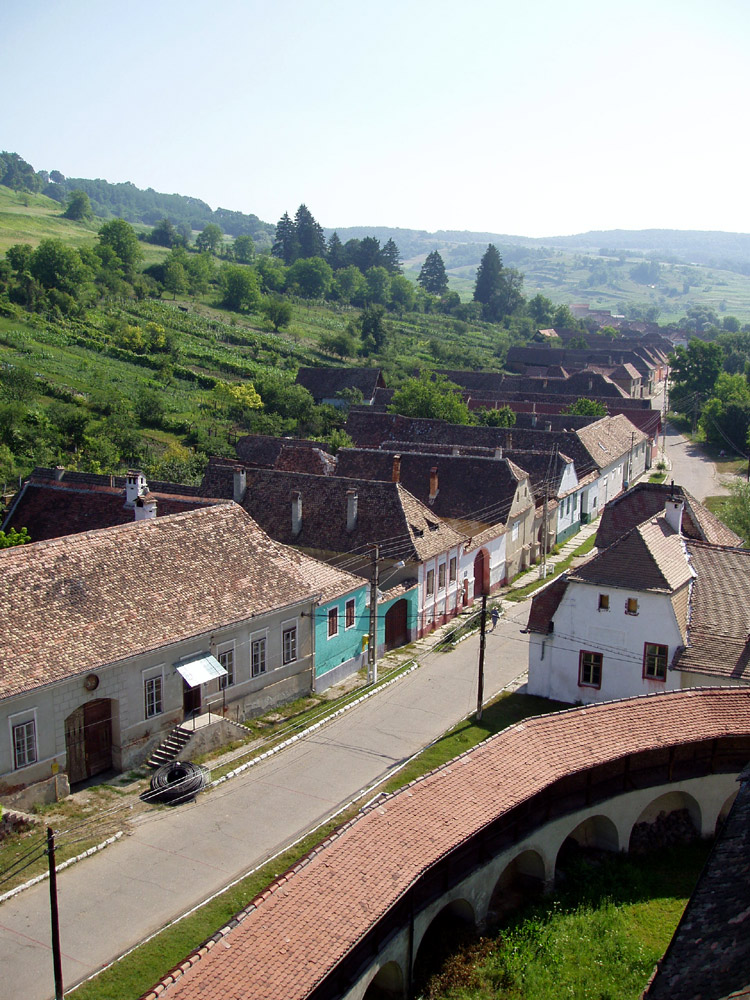
Vue sur le village depuis la tour. On observe un fragment du mur de l'enceinte.
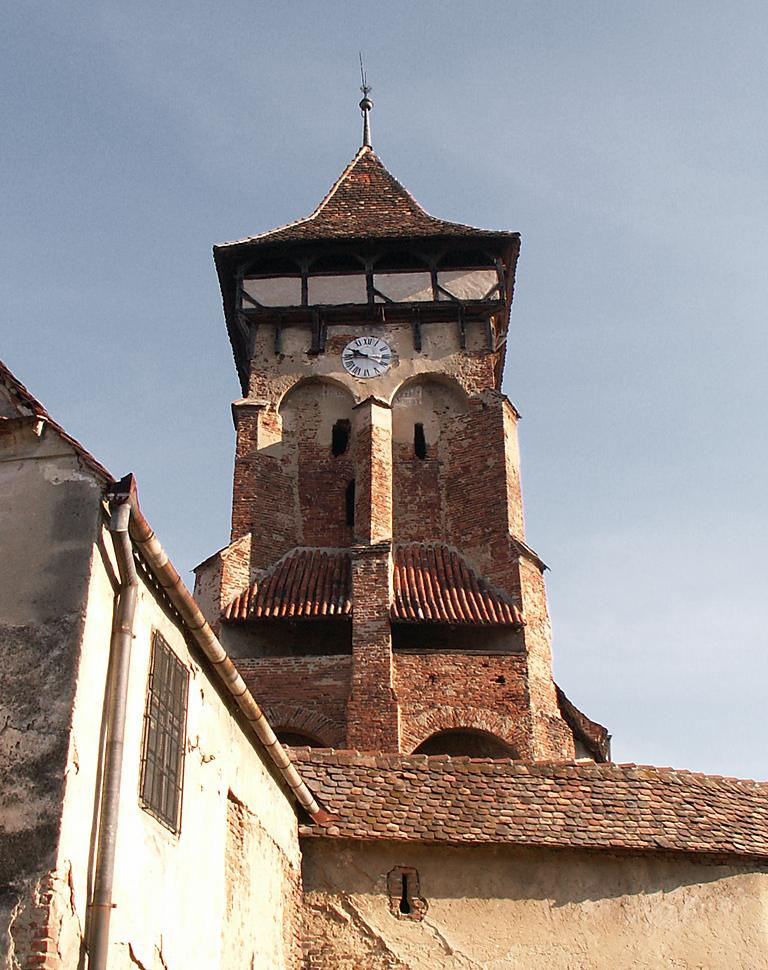
L'Église fortifiée de Valea Viilor
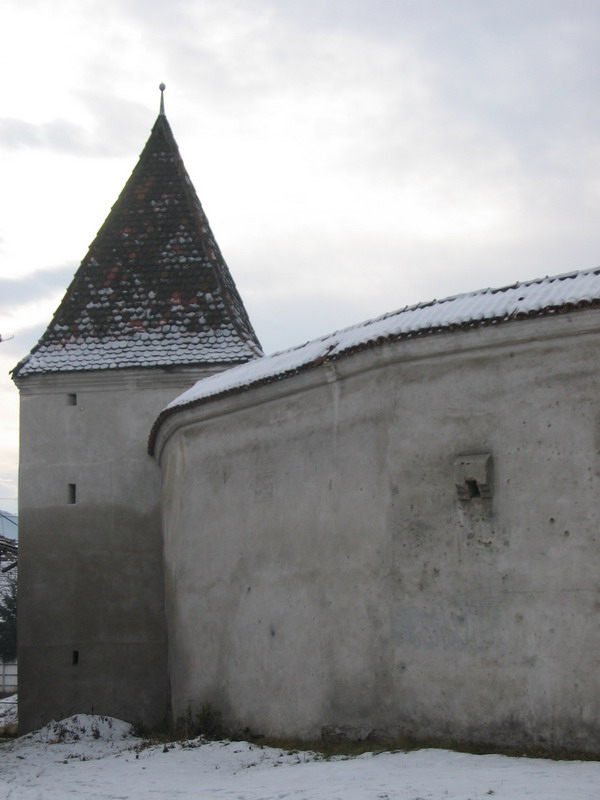
L'Église fortifiée de Valea Viilor. Remparts et bastion.
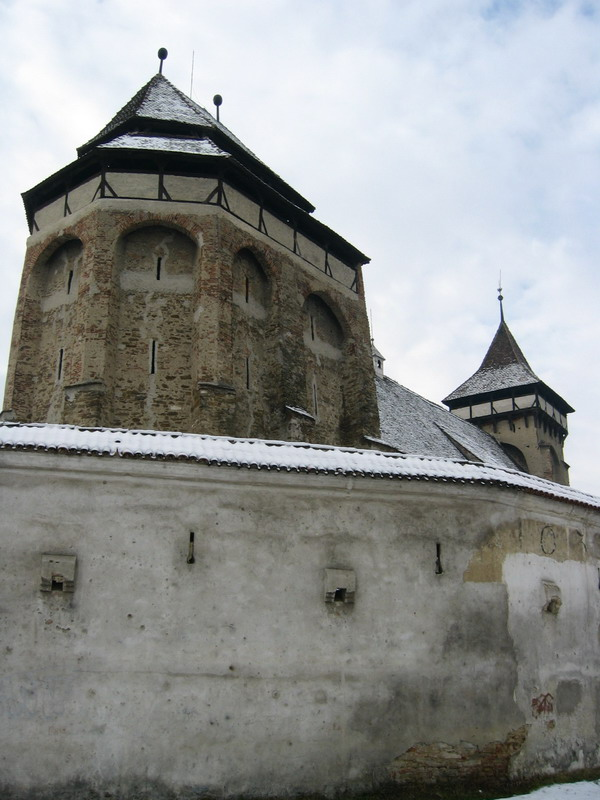
L'Église fortifiée de Valea Viilor.

## Démographie
Lors du recensement de 2011, 84,3 % de la population se déclarent roumains, 2,18 % comme hongrois, 9,28 % comme roms (3,57 % ne déclarent pas d'appartenance ethnique et 0,64 % déclarent appartenir à une autre ethnie).

## Politique
| Parti | Parti                                                 | Sièges |
| ----- | ----------------------------------------------------- | ------ |
|       | Parti social-démocrate (PSD)                          | 4      |
|       | Parti national libéral (PNL)                          | 4      |
|       | Union nationale pour le progrès de la Roumanie (UNPR) | 1      |
|       | Alliance des libéraux et démocrates (ALDE)            | 1      |
|       | Parti Mouvement populaire (PMP)                       | 1      |